# Чемпионат мира по настольному теннису 1954
Чемпионат мира по настольному теннису 1954 года прошёл с 5 по 14 апреля в Уэмбли (Великобритания).

## Медалисты
| Разряд                   | Золото                                                               | Серебро                                                                                        | Бронза                                                                              |
| ------------------------ | -------------------------------------------------------------------- | ---------------------------------------------------------------------------------------------- | ----------------------------------------------------------------------------------- |
| Мужской одиночный разряд | Итиро Огимура                                                        | Таге Флисберг                                                                                  | Иван Андреадис                                                                      |
| Мужской одиночный разряд | Итиро Огимура                                                        | Таге Флисберг                                                                                  | Ричард Бергман                                                                      |
| Женский одиночный разряд | Анджелика Розяну                                                     | Ёсико Танака                                                                                   | Эва Коциан                                                                          |
| Женский одиночный разряд | Анджелика Розяну                                                     | Ёсико Танака                                                                                   | Фудзиэ Эгути                                                                        |
| Мужской парный разряд    | Жарко Долинар Вилим Харангозо                                        | Виктор Барна Мишель Агено                                                                      | Итиро Огимура Ёсио Томита                                                           |
| Мужской парный разряд    | Жарко Долинар Вилим Харангозо                                        | Виктор Барна Мишель Агено                                                                      | Адольф Шлар Вацлав Тереба                                                           |
| Женский парный разряд    | Диана Скоулер-Роув Розалин Роу                                       | Сесилия Бест Энн Хейдон                                                                        | Фудзиэ Эгути Киико Ватанабэ                                                         |
| Женский парный разряд    | Диана Скоулер-Роув Розалин Роу                                       | Сесилия Бест Энн Хейдон                                                                        | Гизелла Фаркаш Анджелика Розяну                                                     |
| Микст                    | Иван Андреадис Гизелла Фаркаш                                        | Ёсио Томита Фудзиэ Эгути                                                                       | Виктор Барна Розалин Роу                                                            |
| Микст                    | Иван Андреадис Гизелла Фаркаш                                        | Ёсио Томита Фудзиэ Эгути                                                                       | Жарко Долинар Эрмелинде Вертль                                                      |
| Мужской командный турнир | Япония · Кадзуо Каваи · Итиро Огимура · Китидзи Тамасу · Ёсио Томита | Чехословакия · Иван Андреадис · Вацлав Тереба · Йозеф Посейпал · Адольф Шлар · Ладислав Штипек | Англия · Ричард Бергман · Кеннет Крэйджи · Генри Веннер · Джонни Лич · Обри Саймонс |
| Женский командный турнир | Япония · Фудзиэ Эгути · Хидэко Гото · Ёсико Танака · Киико Ватанабэ  | Венгрия · Агнеш Алмаши · Илона Керекеш · Гизелла Фаркаш · Эва Коциан                           | Англия · Сесилия Бест · Диана Скоулер-Роув · Розалин Роу · Энн Хейдон               |